# 徐晃
徐晃（? 年—227年），字公明，三國時期河東郡楊縣（今中国山西省洪洞縣東南）人，三國時期曹魏著名將領，五子良將之一。早年隨楊奉保護皇帝劉協，公元200年官渡之戰擊殺文醜，又襲殺押運袁軍糧車的將領韓猛，此戰徐晃功勞最大。協助曹操平定河北攻鄴城、戰袁譚、征烏桓、討張魯，公元219年襄樊之戰以聲東擊西的戰術，击败蜀漢頭號名將关羽，并且解救樊城，因为在此役中治军严整井然有序而被曹操称赞有“周亚夫之风”。曹丕称帝后，徐晃被加为右将军，于227年病逝，谥曰壮侯。

## 生平

### 護駕皇帝
徐晃早年在郡裡作小吏，因隨車騎將軍楊奉討伐賊寇有功，被拜為騎都尉。
初平三年（192年），王允和呂布謀殺董卓，董卓部將李傕、郭汜等人攻破長安城，又殺王允等人。徐晃說服楊奉護送漢獻帝東入洛陽，楊奉接受這個建議。漢獻帝渡河至安邑時（今山西夏縣北），封賞保駕有功人員，徐晃被封為都亭侯。 

### 遂陷賊圍
興平三年（196年）初， 漢獻帝在河內太守張楊、興義將軍楊奉等朝廷百官的保護之下，回到洛陽，楊奉被拜為車騎將軍，駐兵大梁。徐晃見大將軍兼司隸校尉韓暹和衛將軍董承之間爭鬥日益加劇，就勸楊奉歸附曹操，楊奉決定聽從徐晃的建議。秋，曹操保護著漢獻帝要從舊都洛陽遷都到許縣，並定都於許改稱許都，改元建安。楊奉在韓暹的挑撥下又改變主意，跟韓暹一起出兵去劫駕，在梁地被曹軍殺得大敗，徐晃則投奔曹操。曹操分兵給徐晃，派其攻打卷、原武兩地，獲勝，被拜為裨將軍。隨曹操攻呂布，降呂布將領趙庶、李鄒等人，後来又與史渙在河內斬殺眭固，立下大功。

### 拜將封侯
建安五年（200年），徐晃隨曹操擊敗徐州的劉備，又隨曹操擊敗顏良，攻克白馬，進至延津，在此擊殺文醜，被拜為偏將軍。徐晃與曹洪攻打祝臂獲勝，謀主荀攸對曹操說：“袁紹的糧車旦夕間就到，其押運糧草的將領韓猛，雖然勇猛但輕敵，出擊可以將他打敗”。曹操問：“誰可以擔當這個重任？”荀攸說：“徐晃可以。”曹操又派徐晃和史渙帶著幾千騎兵共同攻打韓猛，在故市截燒其輜重。此戰徐晃功勞最大，被封為都亭侯（一说亭侯）。

### 沉勇特立
建安九年（204年），曹操围攻邺城，又攻破邯郸。易阳令韩范诈降而自守，曹操派徐晃前去攻打，徐晃兵临城下，给韩范写信，用箭射入城中，陈明利害，劝韩范投降。韩范被说服后改变主张，决定以全城投降。徐晃劝告曹操说：“如今袁谭、袁尚还没有被击败，没有攻下的城池都等待消息，如果今日灭易阳，明日那些城池都会死命防守，河北就没有平定的那一天了。请求您招降易阳来给各城看，那样他们都会望风归顺。”曹操采纳他的意见，于是很快地翦除邺城羽翼，攻克邺城，夺得冀州。随后徐晃又攻毛城，设伏兵大败袁军，攻破三屯。之后，徐晃又随曹操征讨袁谭以及平原叛贼，均大获全胜。
建安十二年（207年），徐晃随曹操及曹純北征乌桓，在白狼山之戰中，聽受張遼的調度大敗蹋頓，曹純督領虎豹騎俘獲蹋頓，蹋頓當陣為張遼斬殺。曹操最終討平烏桓，徹底剷除袁氏殘餘勢力，戰役結束後二十多萬民眾和烏桓部卒投降曹操。徐晃因從征有功，而被拜為橫野將軍。
建安十三年（208年），徐晃随曹操南征，别屯樊城，攻中庐、临沮、宜城，又与满宠在汉津征讨关羽。后曹操在赤壁之战中为孙刘联军所败，曹操留徐晃与曹仁共守南郡，抵抗吴将統帥周瑜的进攻。
建安十五年（210年），徐晃随夏侯渊去太原平叛，攻克大陵，斩其首领商曜。

### 千軍突進
建安十六年（211年）， 以西涼割據勢力馬超、韓遂為首的聯軍，聚集十餘萬人馬，據守潼關抵抗曹操。曹操發兵進取關中，曹操命徐晃屯守汾阴，以镇抚河东。曹操率军到达潼关后，担心无法顺利渡过黄河，于是向徐晃问计。徐晃说：“您已经带大兵到此，而敌人不再分兵守卫蒲阪，可知他们缺乏谋略。请给我一支精兵，渡过蒲坂津，作为大军的先导，截断敌人的后路，就可抓住他们了。”曹操同意此举，派徐晃率四千精兵从蒲坂津（今山西永濟、陝西大荔朝邑之間黃河渡口）乘虚渡过黄河，阵地尚未建成，敌将梁兴夜间率步骑五千余人攻徐晃，徐晃将其击走，隨即建立橋頭陣地，曹军从此渡河，曹操又採納謀士賈詡的計謀「偽書疑心」，成功離間分化馬超和韓遂，斬成宜、李堪等將，最終大破關中軍。

### 進退有度
建安二十年（215年）， 曹操派徐晃與夏侯淵平定隃麋、汧諸氐，和曹操會師于安定。曹操還鄴後，又派徐晃與夏侯淵平鄜、夏陽餘賊，斬殺梁興，降三千餘戶。同年七月，徐晃隨曹操征討張魯，派徐晃討伐櫝、仇夷和山氐，皆歸降。因功升為平寇將軍。此戰中，徐晃解將軍張順之圍，擊賊陳福等三十餘屯，皆破之。同月，曹操回到鄴城，任命夏侯淵為都護將軍，督徐晃、張郃駐守陽平關。
建安二十三年（218年）， 劉備進攻漢中。同年四月，劉軍進至陽平關，夏侯淵、張郃、徐晃等率軍阻擊。劉備派部將陳式等十餘營襲擊馬鳴閣（今四川廣元北），企圖切斷曹軍後方通道，被徐晃擊敗，蜀軍自投山谷，死者甚多。曹操聽說後，非常高興，給了徐晃指揮軍隊的符節，並且下令說：“這一條閣道是漢中的咽喉險要之地。劉備欲斷絕西南與內地的聯繫，以取漢中，將軍一舉打亂劉備計畫，真是太好。”219年，夏侯淵於定軍山陣亡，曹操親自到漢中，撤出剩餘部隊。

### 定策群詳
建安二十四年（219年），曹操派徐晃協助曹仁征討關羽，駐于宛縣。正趕上漢水暴漲，于禁等全軍覆沒。關羽圍曹仁於樊城，又在襄陽包圍呂常等幾支部隊。當時徐晃所部多為新兵，難以與關羽爭鋒，於是進至陽陵坡駐紮。曹操又派將軍徐商、呂建到徐晃那裡，傳令：“要等到兵馬集結後，一起前進。”當時關羽前部屯偃城，徐晃能打裝作不打作防禦，并切斷關羽軍後路。關羽軍懼被圍，燒營撤走，徐晃佔據偃城，兩面連營，漸向圍城關羽軍逼近，徐晃軍營距關羽所圍僅三丈。曹操又先後派殷署、朱蓋等十二營兵進至偃城，悉歸徐晃指揮。關羽軍主力屯圍頭，另屯有四塚。
徐晃以聲東擊西戰術，揚言欲攻圍頭，卻出其不意突襲四塚。關羽恐四塚有失，自率步騎五千出戰，被徐晃擊敗。徐晃趁勝追擊，沖入關羽軍圍內，關羽軍大敗，很多自投沔水而死。關羽遂撤圍退走，樊城圍解。曹操下令說：“用鹿角十重把敵人圍繞堑，將軍致戰全勝，遂陷賊圍，多斬首虜。我用兵三十餘年，及所聞古時善於用兵的人，還沒有能夠長驅直入敵人的包圍。況且樊、襄陽之圍，勝過以前的莒、即墨之圍，所以將軍之功，勝過孫武、穰苴。”徐晃凱旋至摩陂，曹操親自出營七里迎接徐晃，並設宴慶賀，慰勞徐晃。曹操舉杯對徐晃說：“保全樊、襄陽，都是將軍你的功勞。”徐晃治軍嚴謹，令行禁止，當時諸軍雲集於摩陂，曹操案行諸營，不少士兵出陣圍觀，唯有徐晃部下軍營整齊，將士駐陣不動。曹操嘆道：“徐將軍可謂有周亞夫之風啊！”

### 殊立鴻勛
建安二十五（220年），曹操去世，曹丕即魏王位，封徐晃為右將軍，進封逯鄉侯。同年，曹丕稱帝，改元黃初，又進封徐晃為楊侯。征南將軍夏侯尚建議偷襲劉備在上庸的駐軍，曹丕於是命徐晃與夏侯尚領兵，攻破上庸。之後，徐晃受命鎮守陽平，遂改封為陽平侯。孫權遣部將陳邵占领襄陽，曹仁、徐晃奉命征討陳邵，奪回襄陽。
黃初三年（222年）九月，曹丕御駕親征東吳。魏文帝命征東大將軍曹休、前將軍張遼、鎮東將軍臧霸出洞口，大將軍曹仁出濡須，上軍大將軍曹真、征南大將軍夏侯尚、左將軍張郃、右將軍徐晃圍攻江陵。東吳料想曹魏不會善罷干休，也做好防守軍事準備，讓建威將軍呂範督五軍率領建武將軍徐盛、揚威將軍孫韶、偏將軍全琮，以舟軍拒曹休，爆發洞口之戰，另一方面征北將軍朱然率領左將軍諸葛瑾、平北將軍潘璋、將軍楊粲防守江陵，爆發江陵防衛戰，裨將軍朱桓以濡須督身分統領偏將軍駱統、騎都尉周邵防守濡須抗拒曹仁，展開濡須口攻防戰。但是，徐晃與夏侯尚等人最終未能攻克朱然駐守的江陵，只好放棄攻勢而退軍。
黃初七年（226年）五月，魏文帝曹丕駕崩，魏明帝曹叡繼位。吳國乘機派左將軍諸葛瑾等攻襄陽，徐晃駐守襄陽抵御，因戰功增食邑200戶，前後共計3100戶。後来，徐晃患病，魏明帝親自派人為他尋找藥方。太和元年（227年），徐晃去世，諡曰壯侯，兒子徐蓋繼嗣。

## 其他
徐晃可能因為楊奉的關係，從歸順曹操直到去世，終生“不廣交援”，凡事都“儉約畏慎”，但與同郡關羽結為知己。據《三國志·關羽傳》裴注引《蜀記》記載徐晃的年紀應比關羽還大。

## 評價
- 曹操：“賊圍塹鹿角十重，將軍致戰全勝，遂陷賊圍，多斬首虜。吾用兵三十餘年，及所聞古之善用兵者，未有長驅徑入敵圍者也。且樊、襄陽之在圍，過於莒、即墨，將軍之功，逾孫武、穰苴。”、“徐將軍可謂有周亞夫之風矣。”（《三國志·徐晃傳》）
- 陳壽：“太祖建茲武功，而時之良將，五子為先。”、“性儉約畏慎，將軍常遠斥候，先為不可勝，然後戰，追奔爭利，士不暇食。”（《三國志》）
- 魚豢：“徐晃性严，驱使将士不得闲息。於时军中为之语曰：‘不得饷，属徐晃。’晃闻此语，笑曰：‘我槌破汝钨錥耶？’”（《太平御覽·卷757 ◎器物部二〇钨錥》引《魏略》 ）
- 温庭筠：“石苞羁贱，早遇何曾；魏武尊高，猥知徐晃。其後咸成哑，讫立鸿勋。简册增辉，尊彝动彩。”
- 韩仪：“徐晃沉详，幼而特立。既克绍於门风，爰委用於旧土。未行真命，且假剧权。士心咸感於惠和，封部果臻於宁肃。”
- 范摅：“夫徐晃持刑，而行阵齐整；慕容贷法，而兵士倾心。宽猛相济，故无不均。”
- 《十七史百將傳·卷五》：“孫子曰：‘拔人之城而非攻。’晃飛矢城中而降韓範。又曰：‘由不虞之道，攻其所不戒。’晃因賊不守蒲阪津而潛軍以渡。又曰：‘善攻者，敵不知其所守。’晃揚聲攻圍頭而密攻四冢。又曰：‘軍擾者，將不重也。’晃軍營整齊，雖太祖案行而將士不動是也。”
- 洪邁：“張遼走孫權于合肥，郭淮拒蜀軍于陽平，徐晃卻關羽于樊，皆以少制眾，分方面憂。”（《容齋隨筆》）
- 叶适：“以理势而言，非径入敌围，固不能解围全城。非于围上破走救者，固不能得城全胜。然古今自非，见救至逆遁，则皆畏敌不敢救，少有如关羽及晃之真以勇力相遇而决胜者。客主单复之殊，陆抗能知之。此羽之所以终屈，而观者之所当思也。”
- 郝经：“张辽、徐晃诸将壮猛有谋，亦关张之亚匹；然失身于操，终为勇而无义。” （《續後漢書》卷三十四《魏臣·張遼樂進于禁張郃徐晃朱靈李典傳》）
- 羅貫中：“降明權成厚，爭津定策高。 揚名攻不備，陷敵戰當鏖。欲虜平襄漢，還屯振節旄。功逾孫子右，魏武過情褒。”
- 黄道周：“徐晃为将，处事精当。飞矢城中，既降不妄。受降招降，信义是望。超、遂反时，蒲城一障。守即不知，攻则有状。渡而击之，一时扫荡。羽屯围头，四冢依杖。晃破四冢，围头引向。为将若兹，方据其上。”
- 王歆：“救樊之役，长驱入围，中原平靖，徐晃之能可盖霄壤。晃所部新军，而能一战成功，羽非上智，可知之矣。史载晃从杨奉时，已封都亭候，及后破袁绍运车，复封都亭侯，是晃前属太祖，非归也，或被禽而降者也。尾章首句无主语，不合乎文法，必有缺漏。”
- 何焯：“徐晃之解樊围，一时奇功。”
- 毛宗崗：“徐晃聲東擊西，此沒彼現，只一員正將，兩員副將，寫來似有千軍萬馬之勢，可謂用兵之能者矣。晃之戰沔水，與張遼之戰合淝，仿佛相類。兩人皆有大將才，故關公與之友善。然遼能救公於患難之中，晃獨窮公於患難之際，則晃之為人殆遜於遼雲。” （《匯評三國志演義》第七十六回）
- 《辭海》：“長驅直入徐公明，一箭雙雕長孫晟。”

## 藝術形象

### 三國演義
在演義中，形象為手持長柄大斧武器的將領。初登場時，身分為楊奉部將。當楊奉與郭汜大戰之時，一馬當先斬了郭汜部將崔勇。日後楊奉與曹操交戰，曹操欣賞徐晃武藝（大戰許褚五十回合战平），派遣滿寵擔任說客，秘密潛伏至徐晃帳中，一番遊說後，成功將徐晃納入其麾下。
加入曹操軍後，倍受曹操信賴，也與曾短暫投降曹營的關羽關係良好（此前由夏侯惇引誘出下邳城，戰十餘合，惇撥回馬走。並與許褚聯手夾攻關羽，二人被對方奮力殺退，夏侯惇又截住廝殺）。在官渡、赤壁、馬超討伐戰等場合表現十分活躍。然而在漢水一戰，徐晃堅持己見佈下背水陣，與當時擔任副將的王平意見相左，最後被劉備擊敗，王平反叛，曹操最後也失去漢中。
劉備就任漢中王後，關羽發起荊州攻防戰，守將曹仁被圍困城中，曹操派遣徐晃為援軍前往救援，解除曹仁的危機。最後登場一幕，乃諸葛亮發動第一次北伐時，身處魏國上庸的孟達意圖回歸蜀國，徐晃以司馬懿的副將身分，跟隨征討孟達；在城前叫陣時，被孟達一箭射中額頭，回營後不治身死。

### 影视
- 香港電視劇《洛神》（1975年）：由周潤發飾演徐晃。
- 電影《關公》（1992年）：由杨光华飾演徐晃。
- 中國大陸中央電視台電視劇《三國演義》（1994年）：由霍尔查、刘洪林、谢东、尼格木图、崔向荣飾演徐晃，日语声优为星野充昭。
- 台灣華視電視劇《三國英雄傳之關公》（1996年）：由管谨宗飾演徐晃。
- 中國大陸電視劇《洛神》（2002年）：由华忠男飾演徐晃。
- 中國大陸電視劇《武圣关公》（2004年）：由朱晓春飾演徐晃。
- 中國大陸電視劇《三国》（2010年）：由陳威飾演徐晃。
- 中國大陸電視劇《武神趙子龍》（2015年）：由马永康飾演徐晃。
- 中國大陸電視劇《大軍師司馬懿之軍師聯盟》（2017年）：由衛羽飾演徐晃。

### 動漫遊戲
- 真三國無雙系列、無雙OROCHI系列（光榮公司開發，山本圭一郎配音）
- 吞食天地II 赤壁之戰（卡普空開發）
- 三國演義 (動畫)
- 蒼天航路（王欣太）
- 火鳳燎原（陳某）

## 延伸阅读
[在维基数据编辑]
 《三國志/卷17》，出自陳壽《三國志》

### 引用
1. ↑  《三国志·徐晃传》：“徐晃字公明，河東楊人也。為郡吏，從車騎將軍楊奉討賊有功，拜騎都尉。”徐晃河东出身，其旧主杨奉又为河东地区的白波賊首领，且当时杨奉尚未为车骑将军，杨奉何时归于李傕部下已不可考，但189年董卓曾派牛辅讨伐河东的白波贼却没有成功，且诸书言及杨奉均言李傕将未言董卓旧将，则杨奉或为董卓死后被李傕招降，则徐晃亦或白波贼出身，本传此言或为规避。
2. ↑  從破劉備，又從破顏良，拔白馬，進至延津，破文醜，拜偏將軍。與曹洪擊㶏強賊祝臂，破之，又與史渙擊袁紹運車於故市，功最多，封都亭侯。太祖既圍鄴，破邯鄲，易陽令韓範偽以城降而拒守，太祖遣晃攻之。晃至，飛矢城中，為陳成敗。範悔，晃輒降之。既而言於太祖曰：“二袁未破，諸城未下者傾耳而聽，今日滅易陽，明日皆以死守，恐河北無定時也。願公降易陽以示諸城，則莫不望風。”
3. ↑  《三国志集解》：◎姜宸英曰：前已书“封都亭侯”，此又封，殆以前封非出操邪？◎沈家本曰：后文云“进封逯乡侯”，必由亭侯进封，而先未书“封某某亭侯”，则此文“封都亭侯”必有夺误，当云“封某某亭侯”，非与前文复也。《庞悳传》先封都亭侯，又封关门亭侯，此其一证。
4. ↑  太祖至潼關，恐不得渡，召問晃。晃曰：“公盛兵於此，而賊不復別守蒲阪，知其無謀也。今假臣精兵（臣松之云：案晃于時未應稱臣，傳寫者誤也）渡蒲阪津，為軍先置，以截其裡，賊可擒也。”太祖曰：“善。”使晃以步騎四千人渡津。作塹柵未成，賊梁興夜將步騎五千餘人攻晃，晃擊走之，太祖軍得渡。遂破超等，使晃與夏侯淵平隃麋、汧諸氐，與太祖會安定。太祖還鄴，使晃與夏侯淵平鄜、夏陽餘賊，斬梁興，降三千餘戶。
5. ↑  晃到，詭道作都塹，示欲截其後，賊燒屯走。晃得偃城，兩面連營，稍前，去賊圍三丈所。未攻，太祖前後遣殷署、朱蓋等凡十二營詣晃。賊圍頭有屯，又別屯四塚。晃揚聲當攻圍頭屯，而密攻四塚。羽見四塚欲壞，自將步騎五千出戰，晃擊之，退走，遂追陷與俱入圍，破之，或自投沔水死。
6. ↑  羽與晃宿相愛，遙共語，但說平生，不及軍事。須臾，晃下馬宣令：「得關雲長頭，賞金千斤。」羽驚怖，謂晃曰：「大兄，是何言邪！」晃曰：「此國之事耳。」